# Ursula Braasch-Schwersmann

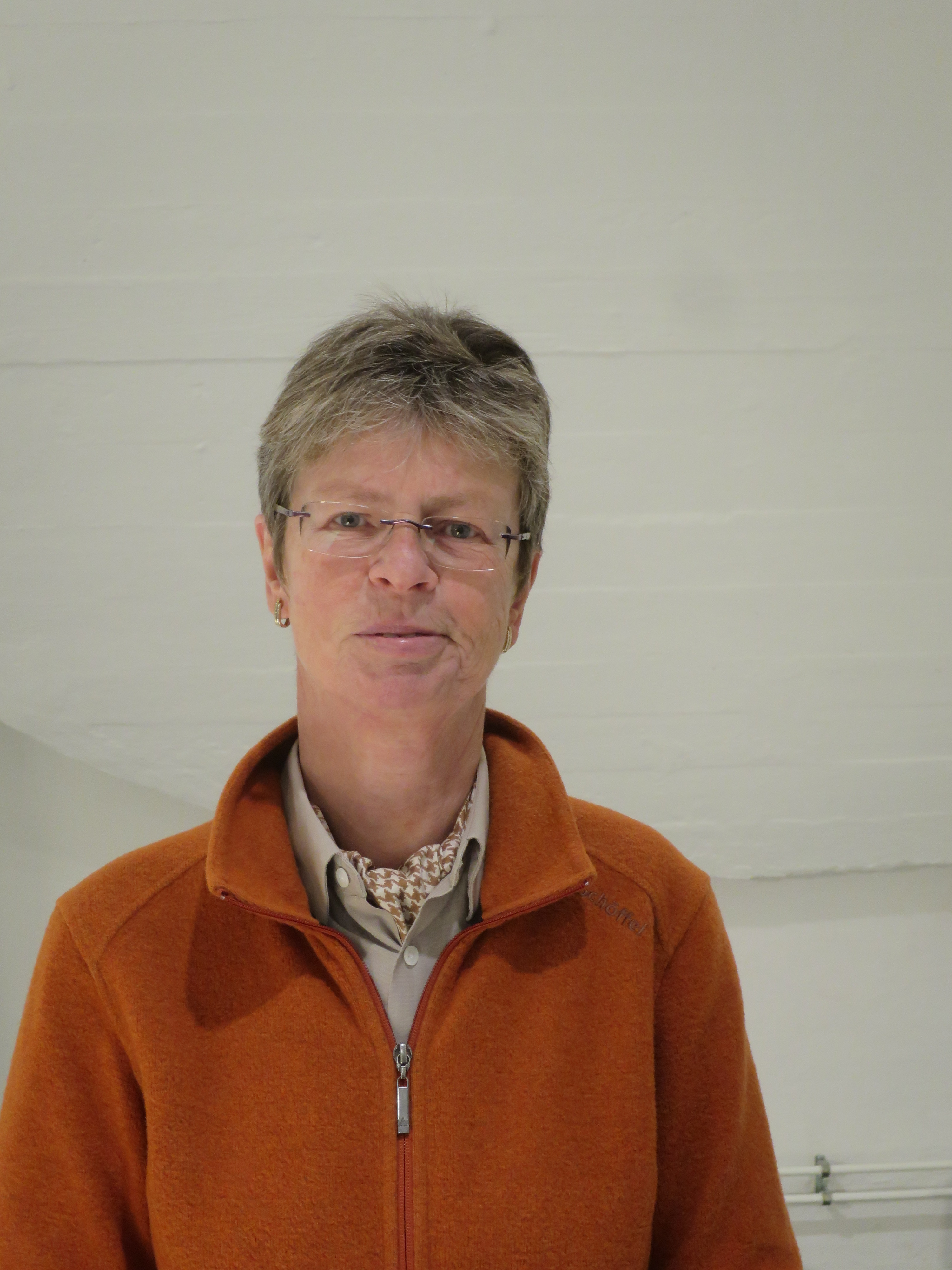
Ursula Braasch-Schwersmann, 2017

Ursula Braasch-Schwersmann (* 2. September 1955 in Eutin; † 17. Dezember 2021) war eine deutsche Historikerin. Sie war bis 2021 Leiterin des Hessischen Landesamts für geschichtliche Landeskunde und Honorarprofessorin am Fachbereich Geschichte der Philipps-Universität Marburg.

## Leben und Wirken
Von 1974/75 bis 1980 studierte sie an Philipps-Universität Marburg Romanische Philologie, Geschichte und Sozialkunde und legte 1980 das erste Staatsexamen ab. Bereits ab 1979 war sie – zunächst als studentische Hilfskraft – auch am Hessischen Landesamt für geschichtliche Landeskunde (HLGL) tätig, dessen Leitung damals bei ihrem akademischen Lehrer, Prof. Dr. Fred Schwind lag. In der Folge war sie als wissenschaftliche Mitarbeiterin für die Ausstellung zum 750. Todestag der Heiligen Elisabeth von Thüringen (1981) und für den Geschichtlichen Atlas für Hessen tätig sowie für den Hessischen Städteatlas. Mit einer Untersuchung über das Deutschordenshaus Marburg im Spätmittelalter wurde sie 1988 zum Dr. phil. promoviert und war Akademische Rätin am HLGL. Seit 1995 war sie dessen Leiterin. Ab 1993 nahm sie einen Lehrauftrag an der Philipps-Universität am Fachbereich Geschichte und Kulturwissenschaften wahr und wurde im Jahr 2000 zur Honorarprofessorin ernannt.
Für ihr Engagement, „das gesammelte Wissen des Hessischen Landesamtes für geschichtliche Landeskunde den Bürgerinnen und Bürgern zugänglich zu machen und zu vermitteln, die Einrichtung zu öffnen und ins digitale Zeitalter zu überführen“, hat Wissenschafts- und Kunstministerin Angela Dorn ihr im Dezember 2020 die Goethe-Plakette verliehen, die höchste Auszeichnung des Hessischen Ministeriums für Wissenschaft und Kunst.
Mit ihrem Ruhestand ab Juli 2021 folgte ihr Sabine Mecking, Professorin für Hessische Landesgeschichte an der Philipps-Universität Marburg, in dem Leitungsposten nach. Ursula Braasch-Schwersmann war mit dem Archivar und Historiker Aloys Schwersmann (1945–2017) verheiratet.

## Mitgliedschaften
Ursula Braasch-Schwersmann nahm zahlreiche Funktionen wahr. Sie war Mitglied
- des Kuratoriums am Institut für vergleichende Städtegeschichte in Münster und dessen Vorsitzende,
- der Historischen Kommission für Hessen (Hauptausschuss seit 2001),
- der Historischen Kommission für Nassau,
- der Hessischen Historischen Kommission Darmstadt,
- der Historischen Kommission für Thüringen,
- der Kommission für Archäologische Landesforschung in Hessen,
- des Denkmalrats des Landes Hessen,
- des Beirats für geschichtliche Landeskunde am Hessischen Ministerium für Wissenschaft und Kunst,
- des Arbeitskreises für historische Kartographie in der Arbeitsgemeinschaft der Historischen Kommissionen und landesgeschichtlichen Institute,
- der Internationalen Historischen Kommission zur Erforschung des Deutschen Ordens und
- der Internationalen Kommission für Städtegeschichte.

Sie betätigte sich weiter von 2001 bis 2020 in der Schriftleitung des Hessischen Jahrbuchs für Landesgeschichte.

## Veröffentlichungen (Auswahl)
Ein Verzeichnis der Veröffentlichungen von Ursula Braasch-Schwersmann (Stand 2020) findet sich in der Festschrift Mehr als Stadt, Land, Fluss.
- Das Deutschordenshaus Marburg: Wirtschaft und Verwaltung einer spätmittelalterlichen Grundherrschaft (= Untersuchungen und Materialien zur Verfassungs- und Landesgeschichte. Bd. 11). Elwert, Marburg 1989, ISBN 3-7708-0907-6.
- mit Peter Zientkiewicz: Hessischer Städteatlas. Teil 1, Nr. 1: Arolsen. Hrsg.: Hessisches Landesamt für Geschichtliche Landeskunde. Marburg 2005, ISBN 3-87707-850-8.
- mit Peter Zientkiewicz: Hessischer Städteatlas. Teil 1, Nr. 3: Butzbach. Hrsg.: Hessisches Landesamt für Geschichtliche Landeskunde. Marburg 2005, ISBN 3-87707-643-2.
- mit Peter Zientkiewicz: Hessischer Städteatlas. Teil 1, Nr. 5: Homberg, Ohm. Hrsg.: Hessisches Landesamt für Geschichtliche Landeskunde. Marburg 2005, ISBN 3-87707-644-0.
- mit Peter Zientkiewicz: Hessischer Städteatlas. Teil 1, Nr. 6: Limburg. Hrsg.: Hessisches Landesamt für Geschichtliche Landeskunde. Marburg 2005, ISBN 3-87707-645-9.
- mit Peter Zientkiewicz: Hessischer Städteatlas. Teil 1, Nr. 7: Michelstadt. Hrsg.: Hessisches Landesamt für Geschichtliche Landeskunde. Marburg 2005, ISBN 3-87707-648-3.
- mit Peter Zientkiewicz: Hessischer Städteatlas. Teil 1, Nr. 8: Wetter. Hrsg.: Hessisches Landesamt für Geschichtliche Landeskunde. Marburg 2005, ISBN 3-87707-642-4.
- Herausgeberin: Wigand Gerstenberg von Frankenberg 1457–1522. Die Bilder aus seinen Chroniken Thüringen und Hessen – Stadt Frankenberg (= Untersuchungen und Materialien zur Verfassungs- und Landesgeschichte. Band 23). Hessisches Landesamt für Geschichtliche Landeskunde, Marburg 2007, ISBN 978-3-921254-86-8.
- mit Peter Zientkiewicz: Hessischer Städteatlas. Teil 1, Nr. 2: Bad Hersfeld. Hrsg.: Hessisches Landesamt für Geschichtliche Landeskunde. Marburg 2007, ISBN 978-3-87707-649-1.